# Championnat du Congo de football 1982-1983
Navigation
Saison précédente Saison suivante
La saison 1982-1983 du Championnat du Congo de football est la vingtième édition de la première division congolaise, la MTN Ligue 1. Les quatorze équipes sont regroupées au sein d'une poule unique, où chaque équipe affronte tous les adversaires de sa poule deux fois, à domicile et à l'extérieur. En fin de saison, les quatre derniers du classement sont relégués et il n'y a aucun club promu, afin de faire passer le championnat à 10 clubs.
C’est le Kotoko Mfoa, qui remporte la compétition, après avoir terminé en tête du classement final, avec deux points d'avance sur l'Étoile du Congo et trois sur le tenant du titre, le CARA Brazzaville et l'Inter Club. C’est le septième titre de champion du Congo de l’histoire du club.

## Les clubs participants
| - AC Léopards - Diables noirs de Brazzaville - Inter Club Brazzaville - Étoile du Congo - CARA Brazzaville - Kotoko Mfoa - Petrosport Pointe-Noire | - Unisport Kimpwanza - Promu de D2 - AS Cheminots Pointe-Noire - Patronage Sainte-Anne - Vita Club Mokanda - FC Abeilles - Telesport Brazzaville - AS Mif |

## Compétition

### Classement
Le barème utilisé pour établir le classement est le suivant :
- Victoire : 2 points
- Match nul : 1 point
- Défaite, forfait ou abandon : 0 point

| Rang | Équipe                       | Pts | J  | G | N | P | Bp | Bc | Diff |
| ---- | ---------------------------- | --- | -- | - | - | - | -- | -- | ---- |
| 1    | Kotoko Mfoa                  | 40  | 26 |   |   |   |    |    |      |
| 2    | Étoile du Congo              | 38  | 26 |   |   |   |    |    |      |
| 3    | CARA BrazzavilleT            | 37  | 26 |   |   |   |    |    |      |
| 4    | Inter Club                   | 37  | 26 |   |   |   |    |    |      |
| 5    | Telesport Brazzaville        | 34  | 26 |   |   |   |    |    |      |
| 6    | Diables noirs de Brazzaville | 31  | 26 |   |   |   |    |    |      |
| 7    | Patronage Sainte-Anne        | 30  | 26 |   |   |   |    |    |      |
| 8    | AS Cheminots Pointe-Noire    | 25  | 26 |   |   |   |    |    |      |
| 9    | Petrosport Pointe-Noire      | 24  | 26 |   |   |   |    |    |      |
| 10   | Vita Club Mokanda            | 19  | 26 |   |   |   |    |    |      |
| 11   | FC Abeilles                  | 15  | 26 |   |   |   |    |    |      |
| 12   | Unisport KimpwanzaP          | 11  | 26 |   |   |   |    |    |      |
| 13   | AS Mif                       | 9   | 26 |   |   |   |    |    |      |
| 14   | AC Léopards                  | 8   | 26 |   |   |   |    |    |      |

|  | Champion du Congo 1982-1983                                                           |
|  | Relégation directe en deuxième division                                               |
|  | T : Tenant du titre C : Vainqueur de la Coupe du Congo P : Promu de deuxième division |

## Bilan de la saison
| Championnat du Congo de football 1982-1983 |                         |
| Champion                                   | Kotoko Mfoa (1er titre) |
| Promotions et relégations                  |                         |
| Promus en MTN Ligue 1                      | Aucun                   |
| Relégués en MTN Ligue 2                    | FC Abeilles             |
| Relégués en MTN Ligue 2                    | Unisport Kimpwanza      |
| Relégués en MTN Ligue 2                    | AS Mif                  |
| Relégués en MTN Ligue 2                    | AC Léopards             |